# Norma Waterson
Norma Christine Waterson (Kingston upon Hull, East Riding of Yorkshire, 15 d'agost de 1939 – 30 de gener de 2022) va ser una música anglesa, coneguda per ser un dels membres originals del grup The Watersons, un dels millors grups de música tradicional anglesa. Altres membres del grup incloïen son germà Mike Waterson i sa germana Lal Waterson, i en posteriors encarnacions del grup el seu marit Martin Carthy. Formava part del grup Waterson:Carthy amb Martin Carthy i Eliza Carthy, i de Blue Murder. A més, va aparèixer en diverses gravacions col·lectives.
El seu debut en solitari va ser produït per John Chelew i editat per Hannibal Records el 1996, i va tenir una acollida favorable (incloent una nominació pel prestigiós Mercury Music Prize), apareixent-hi col·laboracions amb sa filla, Eliza Carthy, Martin Carthy i altres membres de The Watersons, així com Danny Thompson (Pentangle), Richard Thompson (Fairport Convention) i Roger Swallow (Albion Country Band). La seua continuació, Bright Shiny Morning, va sortir a la llum el 2001.